# Kandidatentoernooi schaken 1956

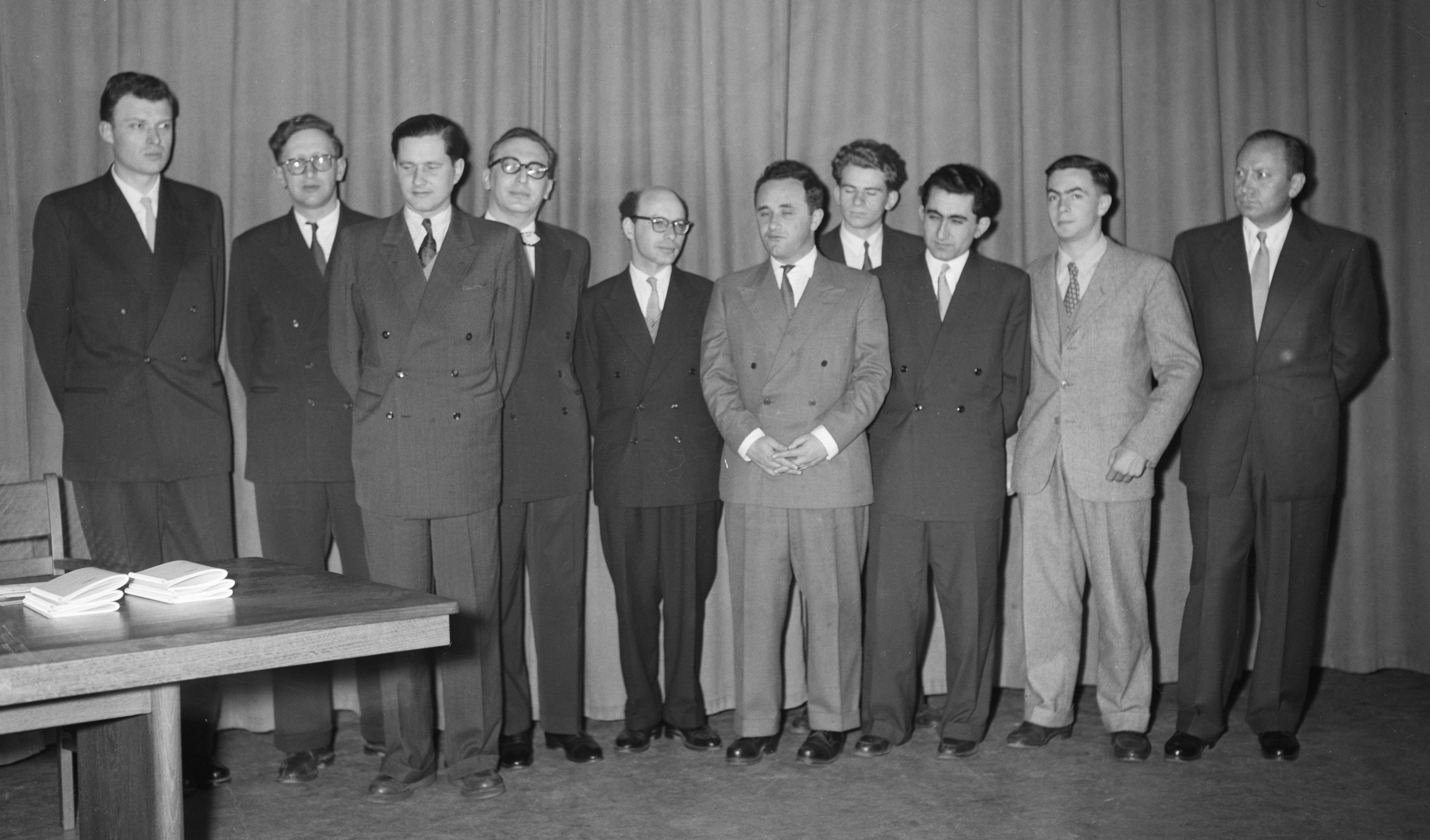
Alle 10 deelnemers aan het kandidatentoernooi 1956 Amsterdam. V.l.n.r.: Miroslav Filip, Vasili Smyslov, Paul Keres, Herman Pilnik, David Bronstein, Efim Geller, Boris Spasski, Tigran Petrosjan, Oscar Panno, László Szabo.

Het Kandidatentoernooi 1956 was een schaaktoernooi in Amsterdam en Leeuwarden tussen 27 maart en 30 april 1956, waarvan de winnaar het recht kreeg de regerend wereldkampioen schaken, Michail Botvinnik uit te dagen. Het toernooi werd gewonnen door Vasili Smyslov.  Het was het kandidatentoernooi voor het  Wereldkampioenschap schaken dat in 1957 werd gespeeld tussen Smyslov en Michail Botvinnik.
16 van de 18 ronden werden gespeeld in het Minervapaviljoen in Amsterdam. Ronde 10 en 11 vonden plaats in De Beurs in Leeuwarden.
De Stichting Internationale Schaaktraditie Amsterdam nam de organisatie op zich, net zoals bij het Wereldschaaktoernooi 1950 en de 11e Schaakolympiade in 1954.

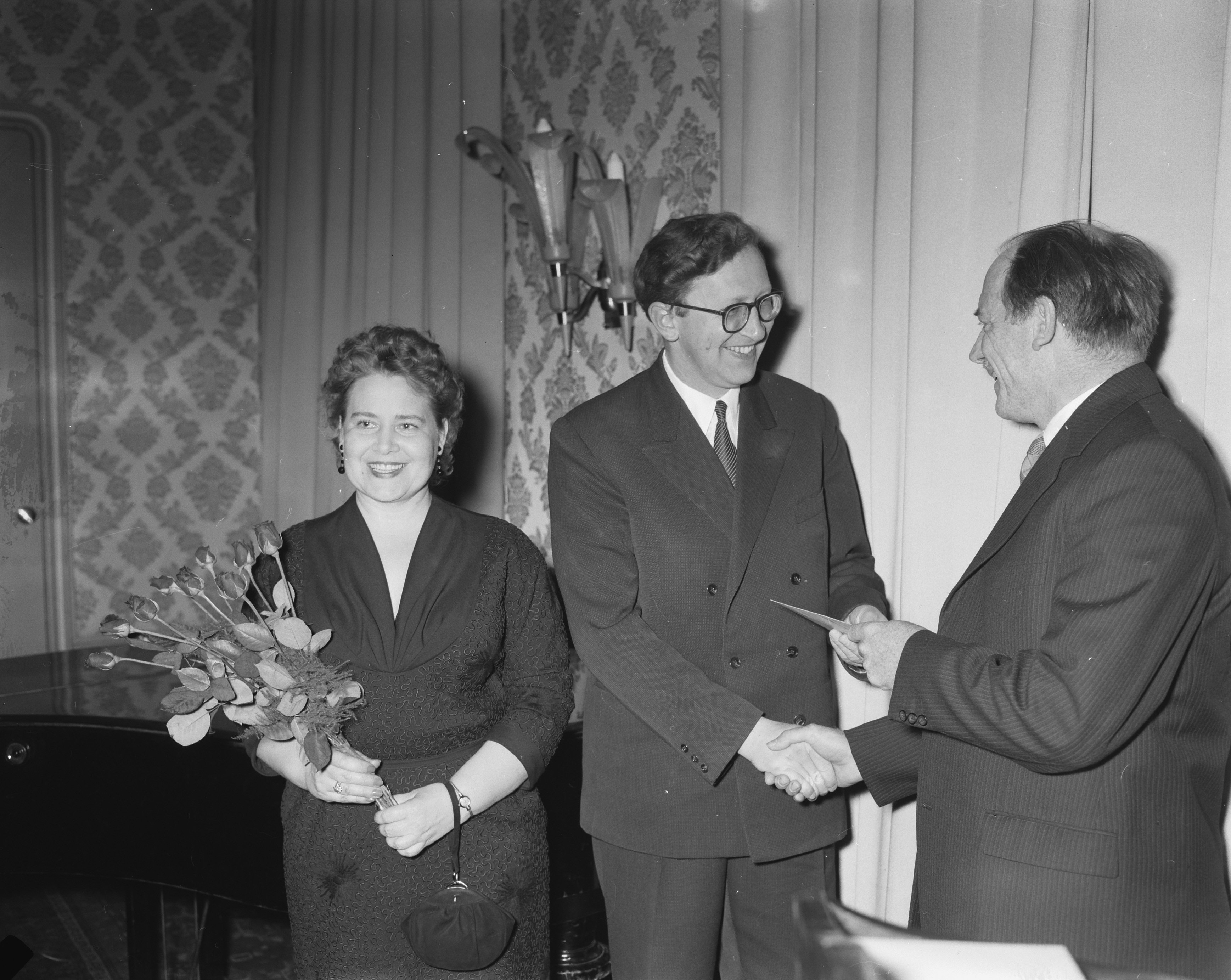
Winnaar Smyslov

## Uitslag en kruistabel
| #  | Speler           | 1  | 2  | 3  | 4  | 5  | 6  | 7  | 8  | 9  | 10 | Totaal |
| -- | ---------------- | -- | -- | -- | -- | -- | -- | -- | -- | -- | -- | ------ |
| 1  | Vasili Smyslov   | xx | ½½ | ½½ | 0½ | ½½ | ½1 | 11 | ½1 | 1½ | ½1 | 11½    |
| 2  | Paul Keres       | ½½ | xx | ½½ | ½½ | ½½ | ½1 | ½½ | ½0 | 1½ | 1½ | 10     |
| 3  | László Szabó     | ½½ | ½½ | xx | 1½ | ½½ | ½½ | ½1 | 0½ | ½½ | 01 | 9½     |
| 4  | Boris Spasski    | 1½ | ½½ | 0½ | xx | ½½ | ½1 | 0½ | ½½ | ½½ | ½1 | 9½     |
| 5  | Tigran Petrosjan | ½½ | ½½ | ½½ | ½½ | xx | 0½ | 01 | 1½ | ½½ | 1½ | 9½     |
| 6  | David Bronstein  | ½0 | ½0 | ½½ | ½0 | 1½ | xx | ½1 | 1½ | ½½ | ½1 | 9½     |
| 7  | Efim Geller      | 00 | ½½ | ½0 | 1½ | 10 | ½0 | xx | 11 | ½1 | 1½ | 9½     |
| 8  | Miroslav Filip   | ½0 | ½1 | 1½ | ½½ | 0½ | 0½ | 00 | xx | 10 | ½1 | 8      |
| 9  | Óscar Panno      | 0½ | 0½ | ½½ | ½½ | ½½ | ½½ | ½0 | 01 | xx | 1½ | 8      |
| 10 | Herman Pilnik    | ½0 | 0½ | 10 | ½0 | 0½ | ½0 | 0½ | ½0 | 0½ | xx | 5      |

## Publicaties
- Max Euwe & W. J. Mühring: Das Kandidatenturnier für die Weltmeisterschaft 1956, W. ten Have, Amsterdam 1956.
- Abramow, L. Турнир Гроссмейстеров в Амстердаме Fiskultura i Sport, Moskau 1958.
- Wood, Baruch H. 1956. The world championship candidates' tournament Holland 1956. Sutton Coldfield, England: Chess